# HD 40626
HD 40626，又名BD+49 1441，SAO 40801、HR 2112，是一颗恒星，视星等为6.05，位于銀經163.22，銀緯13.19，其B1900.0坐标为赤經5h 55m 2.4s，赤緯+49° 13.19′ 15″。